# Ананьєва Валентина Антонівна
Валентина Антонівна Ана́ньєва (нар. 17 січня 1939, Київ) — українська радянська танцюристка; заслужена артистка УРСР з 1969 року.

## Біографія
Народилася 17 січня 1939 року в місті Києві (нині Україна). 1958 року закінчила Київське хореографічне училище.
Протягом 1958—1991 років — солістка Ансамблю танцю УРСР.

## Творчість
Виконавиця провідних партій в хореографічних мініатюрах і танцях «Ой під вишнею», «Подоляночка», «Метелиця», «Про що верба плаче», «Плескач», «Ми з України». 
У складі ансамблю гастролювала в Англії, Польщі, Сполучених Штатах Америки, Канаді, Мексиці, Франції, Аргентині, Бразилії та інших країнах.